# Beaumanor Hall

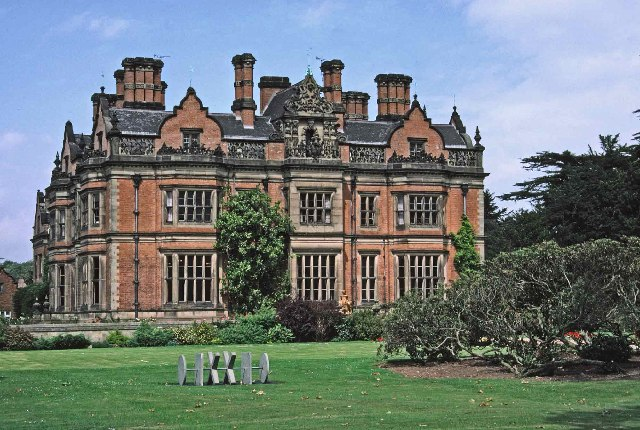
Beaumanor Hall
(Foto von 1986)

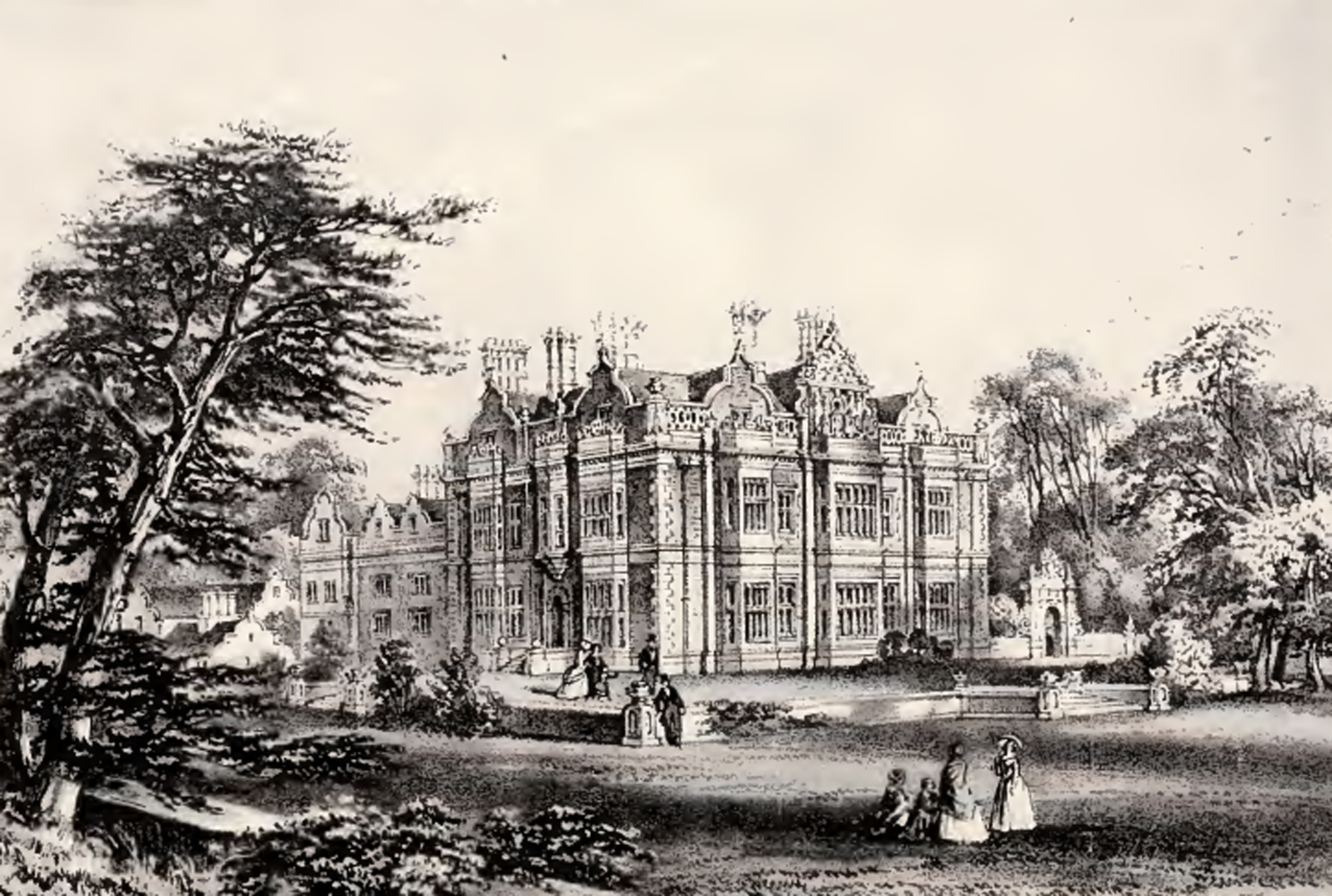
Beaumanor Hall
(Stich von 1850)

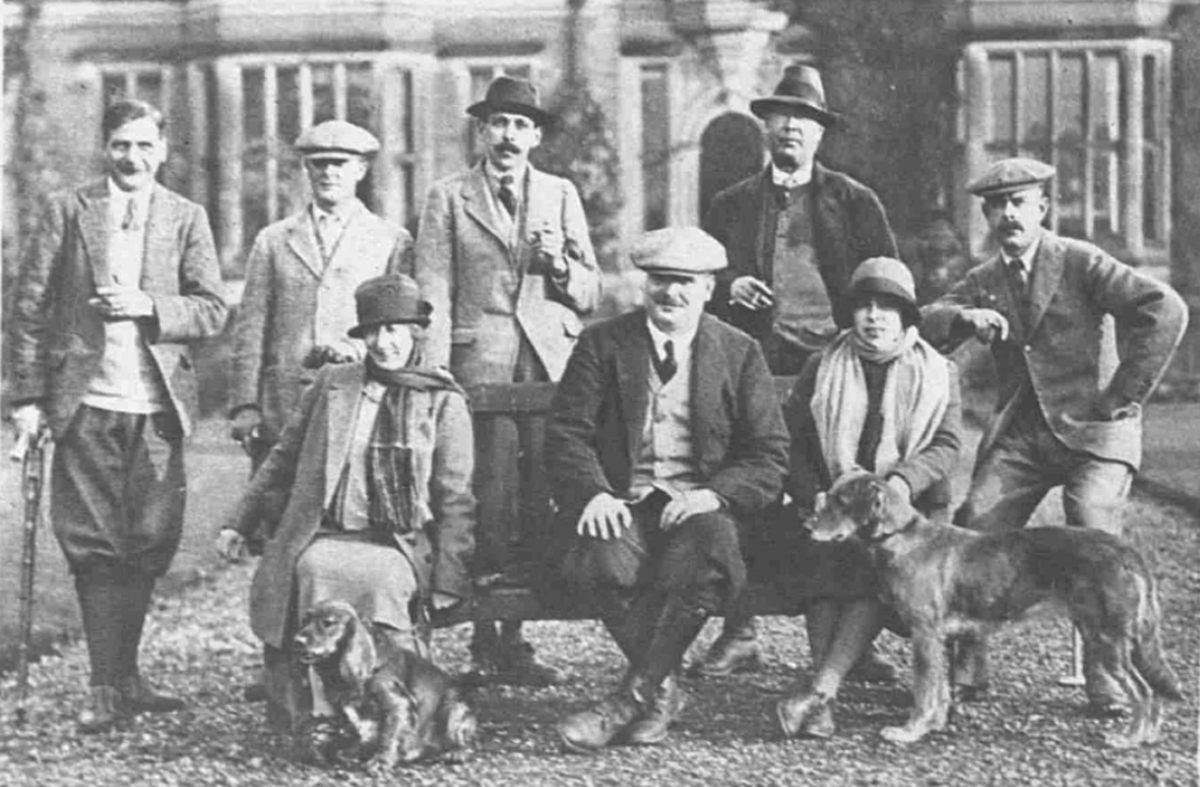
William Montagu Curzon Herrick (Mitte) und Gesellschaft vor Beaumanor Hall (1926)

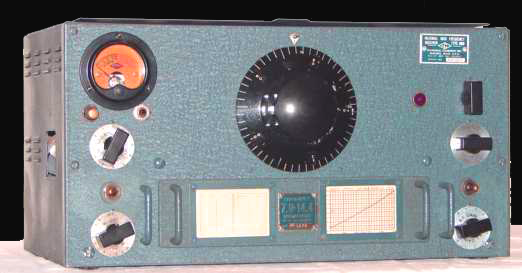
Der HRO der National Radio Company war der meistverwendete Funkempfänger in den britischen Y stations

Beaumanor Hall ist ein von einem ausgedehnten Park umgebenes Herrenhaus in der mittelenglischen Grafschaft Leicestershire. Es liegt im kleinen Dorf Woodhouse am Rande des Charnwood-Waldes in der Nähe der Stadt Loughborough. Im Zweiten Weltkrieg beherbergte es eine wichtige Funkabhörstelle des britischen Geheimdienstes. Inzwischen ist es in kommunalen Besitz des Leicestershire County Council übergegangen und wird als Kongresszentrum für Tagungen, Seminare und auch als Jugendwohnheim genutzt. Es steht unter Denkmalschutz und kann besichtigt werden. Von Zeit zu Zeit werden Führungen angeboten.

## Frühe Geschichte
Nach der normannischen Eroberung Englands im Jahr 1066 gehörten die Ländereien zunächst Hugh d’Avranches, 1. Earl of Chester, († 1101), bevor sie 1327 auf Henry de Beaumont († 1340) übergingen. Er ließ sich 1330 dort ein neues Gebäude errichten und benannte es in Anspielung auf seine eigenen Namen Beau Manor, was (mit frz. beau für „schön“) auch „schönes Haus“ bedeutet. Sir William Herrick (1562–1653), englischer Unterhausabgeordneter unter Königin Elisabeth I. (1533–1603), ersetzte es 1595 durch einen Neubau, der bis 1725 bestand. Ein Jahr später wurde dort ein neues, kleineres Haus gebaut, das 1842 abgerissen wurde. An seiner Stelle wurde von 1842 bis 1854 das heutige Gebäude errichtet. Bauherr war William Perry Herrick (1794–1876) aus Wolverhampton, Baumeister der aus dem benachbarten Derby stammende George Bridgart und Architekt der in London-Clapham geborene William Railton (1800–1877). Beaumanor Hall blieb in Familienbesitz und wurde mehrere Generationen lang von den Herricks und Gästen als Wohnsitz genutzt.

## Zweiter Weltkrieg

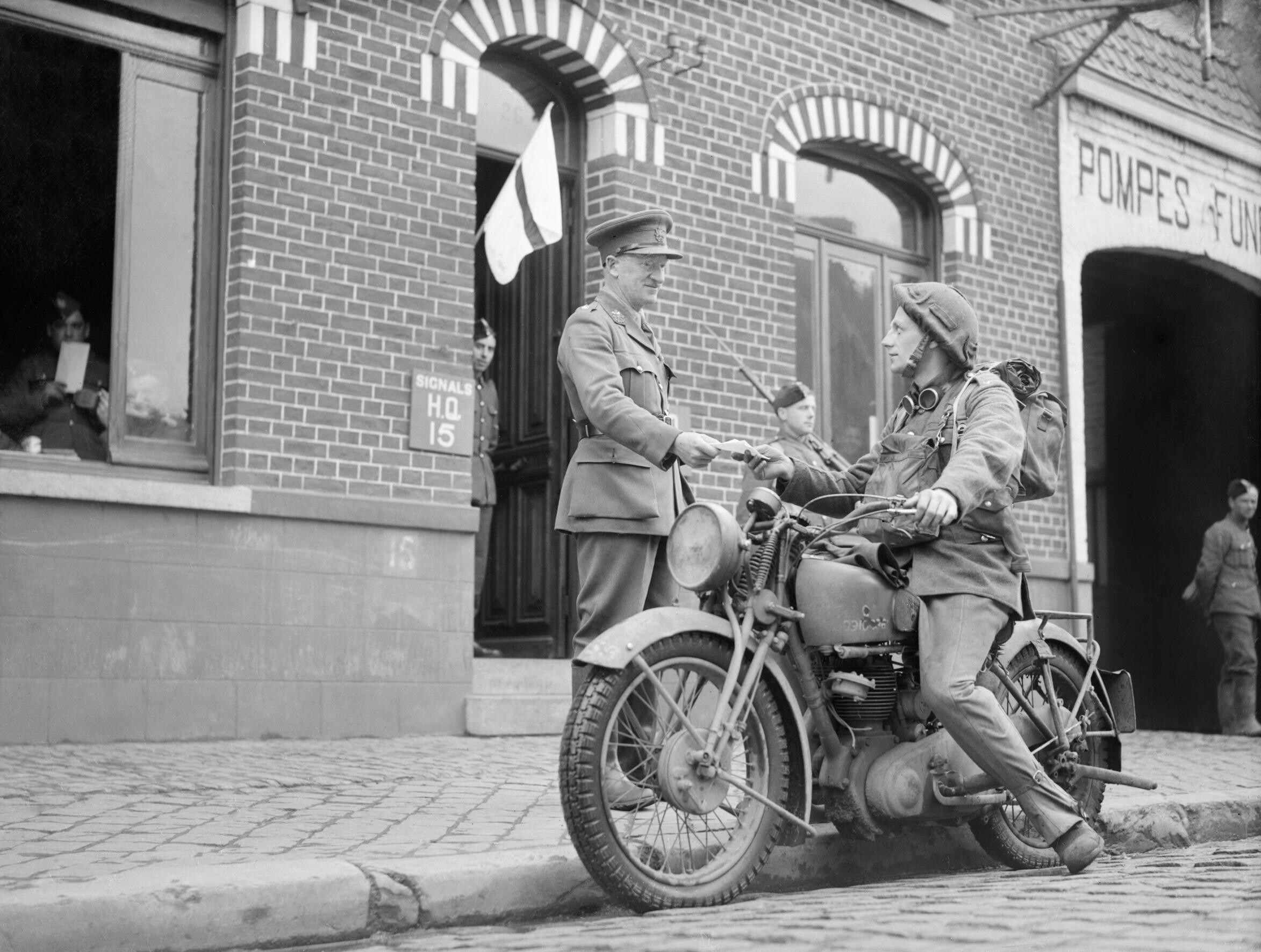
Britische Kradmelder brachten die aufgezeichneten Funksprüche von Beaumanor Hall nach Bletchley

Zu Beginn des Zweiten Weltkriegs, im Jahr 1939, wurde das Anwesen durch das britische War Office (Kriegsministerium) requiriert und in eine Funkabhörstelle (Y station) der britischen Government Code and Cypher School (G.C.& C.S.) (deutsch etwa „Staatliche Code- und Chiffrenschule“) umgewandelt. Hier war eine der britischen War Office Y Groups (W.O.Y.G.) (Funkabhörgruppen des Kriegsministeriums) stationiert, deren Aufgabe es war, den feindlichen, insbesondere den deutschen Funkverkehr abzufangen und aufzuzeichnen. Dazu gehörte in der ersten Hälfte des Krieges auch eine Gruppe namens No. 6 Intelligence School, deren Aufgabe in der Funkverkehrsanalyse (englisch Traffic Analysis) bestand. Anfang 1942 wurde sie nach Bletchley Park (B.P.) verlegt und setzte dort ihre Arbeit als Sixta (Six Traffic Analysis) fort.
Die zumeist mit der deutschen Enigma-Maschine verschlüsselten und im Morsecode gesendeten Geheimtexte wurden in Beaumanor Hall transkribiert und per Dispatch rider (Kraftradmelder) über die knapp 100 km lange Strecke nach Bletchley gefahren. Dort gelang den britischen Codebreakers die erfolgreiche Entzifferung und nachrichtendienstliche Auswertung. Die deutschen Funksprüche enthielten nicht selten kriegswichtige Informationen, die die Briten unter dem Decknamen Ultra zusammenfassten und für ihre eigenen Planungen nutzten.

## Moderne Geschichte
Nach dem Krieg, im Jahr 1945, fiel der Besitz an die Familie Herrick zurück. Nach dem Tod von William Montagu Curzon Herrick erbte Lt. Col. Assheton Penn Curzon Howe Herrick das Anwesen, der sich 1946 aus finanziellen Gründen gezwungen sah, es zu veräußern. Im Dezember 1946 wurde es durch das War Office käuflich erworben und schließlich 1974 durch das Leicestershire County Council übernommen, in dessen Besitz es sich noch heute befindet.